# Alexeter multicolor
Alexeter multicolor är en stekelart som först beskrevs av Johann Ludwig Christian Gravenhorst 1829.  Alexeter multicolor ingår i släktet Alexeter och familjen brokparasitsteklar. Arten är reproducerande i Sverige.

## Underarter
Arten delas in i följande underarter:
- A. m. nigristigma
- A. m. exareolatus